# Casa de Samuel M. Nickerson
La Casa de Samuel M. Nickerson es una residencia situada en el vecindario Near North Side de Chicago, en el estado de Illinois (Estados Unidos). Está ubicada en 40 East Erie Street E, y es un lugar emblemático de Chicago. Fue diseñado por Edward J. Burling, de la firma de Burling y Whitehouse, y fue construido para Samuel y Mathilda Nickerson en 1883. Samuel M. Nickerson era una figura prominente en la creciente industria bancaria nacional, de quien se decía que en un momento tuvo más acciones de bancos nacionales que cualquier otra persona en los Estados Unidos.
En 1916, en un acto temprano de preservación de edificios históricos, un grupo de ricos de Chicago compró la casa y la donó al Colegio Americano de Cirujanos (ASC). Además de utilizar la casa como su sede, el Colegio Americano de Cirujanos construyó a su lado el Auditorio Conmemorativo Murphy, en estilo clásico. En 1964, la mansión se volvió demasiado pequeña para el ACS, que comenzó a alquilarla. La casa está incluida en el Registro Nacional de Lugares Históricos y fue comprada en 2003 por el filántropo Richard Driehaus. Alberga el Museo Richard H. Driehaus, que se centra en la arquitectura de la Edad Dorada, el movimiento Art Nouveau.

## Arquitectura
La Casa Nickerson fue diseñada por uno de los primeros arquitectos prominentes de Chicago, Edward J. Burling, de Burling and Whitehouse. Además, se contrataron tres decoradores para los interiores: William August Fiedler y RW Bates & Co. de Chicago, y George A. Schastey & Co., con sede en Nueva York. Tiene tres pisos, levantados sobre un solar de 2230 m². Se dice que la Casa Nickerson era la residencia privada más grande y extravagante de Chicago en el momento de su finalización, si bien esta distinción se transferiría a Palmer Mansion, en Gold Coast, varios años después. Nickerson no reparó en gastos, pues gastó 450 000 dólares en la construcción y decoración de su casa.
El exterior de estilo italiano de la mansión es de piedra caliza y piedra arenisca de Ohio. Aunque elegante, el diseño sobrio de la fachada contradice la riqueza de detalles que se encuentran en su interior. Los interiores de la casa están decorados con una gran cantidad de mármoles de hasta 17 tipos diferentes, lo que le ha valido el sobrenombre de "Marble Palace"; así como elementos de ónix, alabastro, madera tallada e incrustada, azulejos vidriados y estampados de Minton Hollins & Co. y J. & JG Low Art Tile Works, mosaicos y lincrusta

Al conservar la mayoría de sus características originales intactas, el edificio actual es un ejemplo bien conservado del Movimiento Estético traducido al diseño de viviendas para estadounidenses adinerados a finales del siglo XIX y principios del XX. Esto se ve en la amplia variedad de estilos altamente ornamentados inspirados en el arte japonés, chino, inglés, francés, morisco, griego antiguo, italiano renacentista, entre otras influencias. Con su profusión de motivos y materiales, la Casa Nickerson es indicativa del amor victoriano por la exhibición, así como del ambiente arquitectónico general que surgió en Chicago en los años previos a la Exposición Mundial Colombina de 1893.

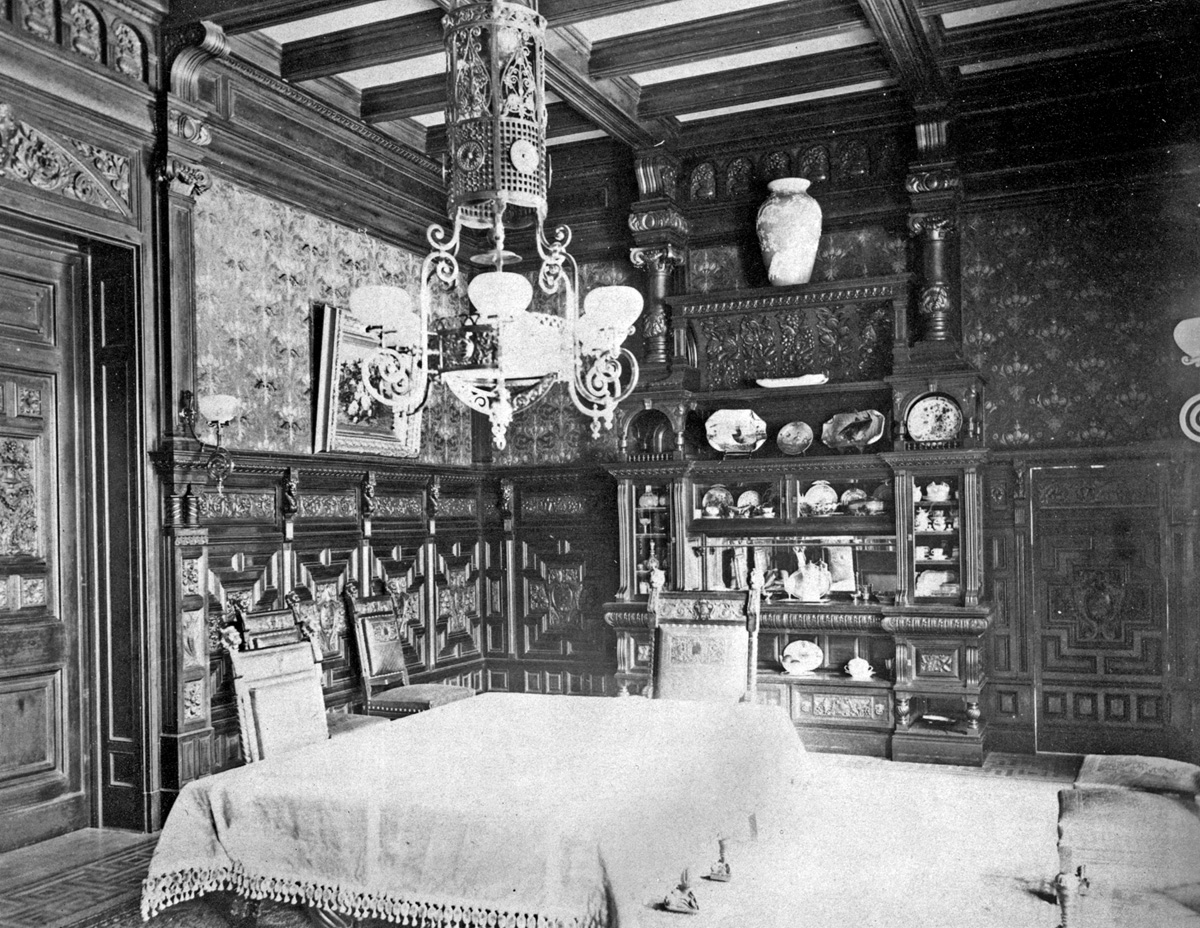
Comedor, 1886.
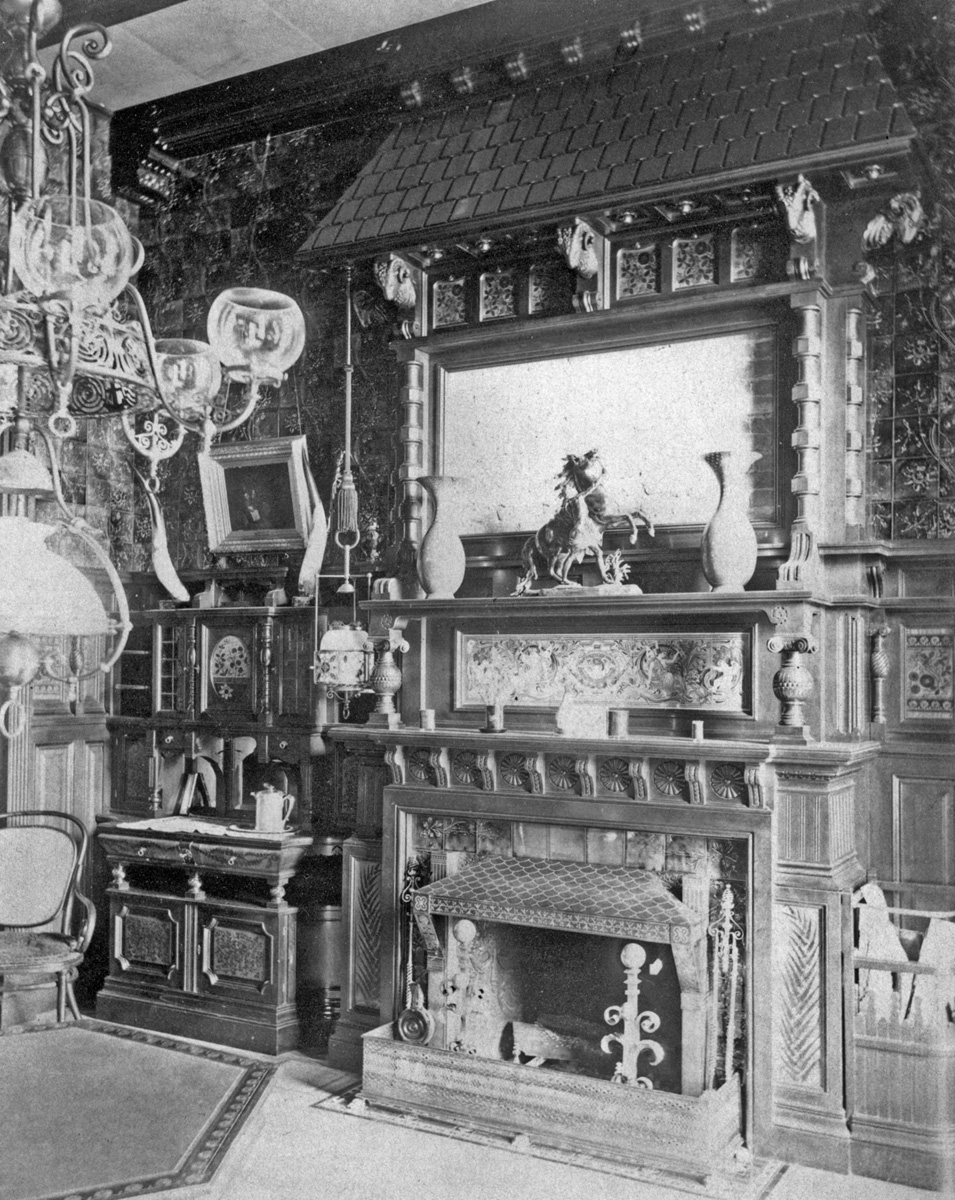
Sala de recepción, 1886.
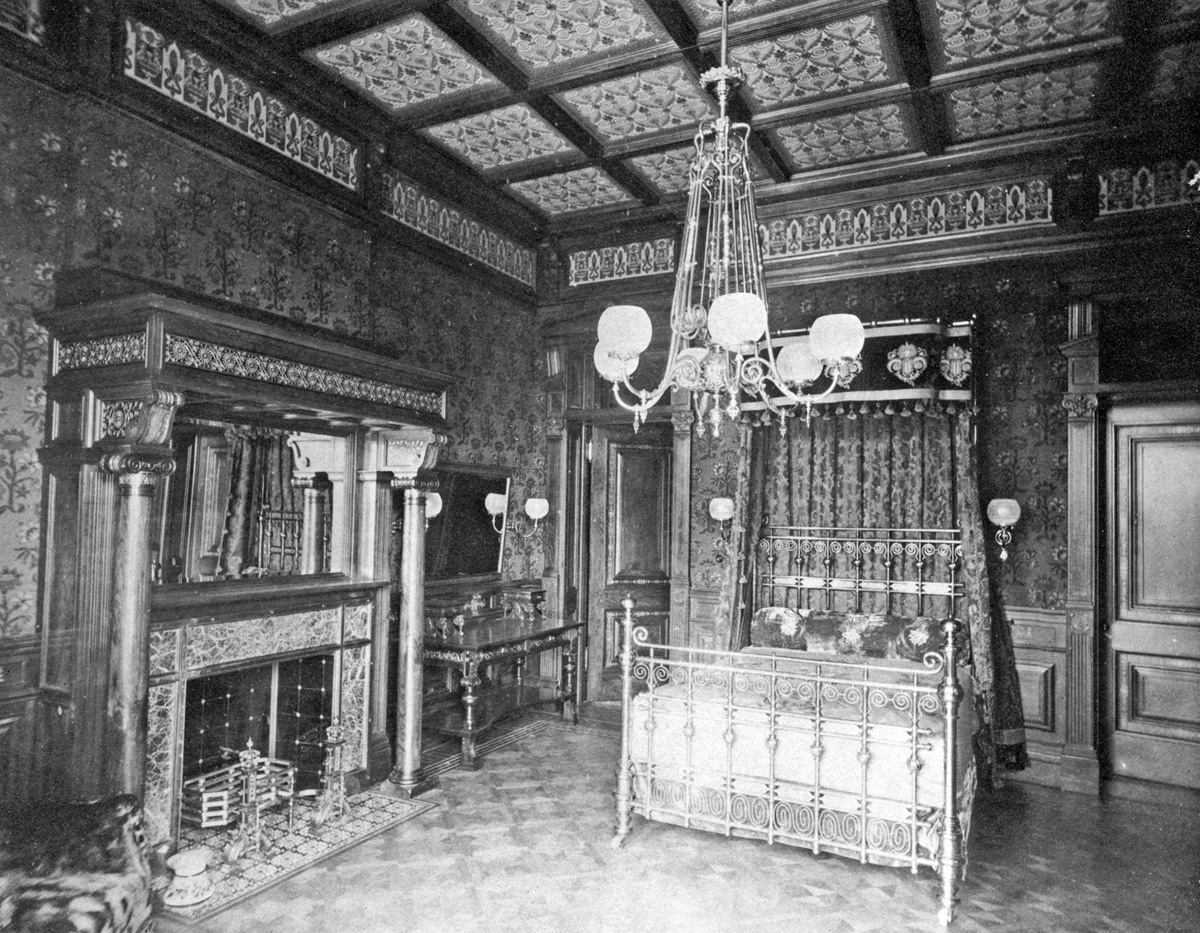
Dormitorio, 1886.

### Protección ignífuga
La construcción de Nickerson House comenzó en 1879, poco después del Gran Incendio de Chicago de 1871 y el desarrollo resultante de las ordenanzas de la ciudad para la protección contra incendios de las estructuras de mampostería. La mansión fue alabada como una de las primeras residencias verdaderamente a prueba de fuego en la ciudad. La mampostería es de ladrillo, con tabiques hasta el techo. Debajo de las tablas del piso altamente decorativas hay listones de piso recubiertos con mortero, seguidos de arcos de ladrillo sostenidos por vigas de hierro.

## Historia
La casa fue encargada por Samuel Mayo Nickerson, uno de los fundadores del First National Bank en Chicago y Union Stockyards National Bank, además de tener intereses en negocios de licores y vinos y una compañía de explosivos durante la Guerra de Secesión.
Nickerson, su esposa Mathilda Pinkham Crosby y su hijo Roland vivieron en la casa desde 1883 hasta 1900. La mansión se utilizó para muchas reuniones sociales características de la Gilded Age, incluido un baile de máscaras y una serie de recepciones. También sirvió como espacio de exhibición en el que los Nickerson exhibieron su reconocida colección de arte de pinturas y dibujos estadounidenses y europeos, joyas indias y marfiles y curiosidades japonesas y chinas. En 1900, la Colección Nickerson fue donada al Instituto de Arte de Chicago.
Después del Gran Incendio, Near North Side se convirtió en un vecindario de moda para los dueños de negocios prominentes de Chicago como Nickerson. El vecindario se conocía como McCormickville, debido a que en el barrio vivían Cyrus H. McCormick y sus hermanos, William S. McCormick y Leander J. McCormick, así como sus descendientes, cuyas mansiones se concentraban principalmente a lo largo de Rush Street. Otros residentes notables del período de la Edad Dorada incluyen Ransom R. Cable, Lambert Tree, Perry H. Smith, Joseph T. Ryerson y Edward T. Blair.

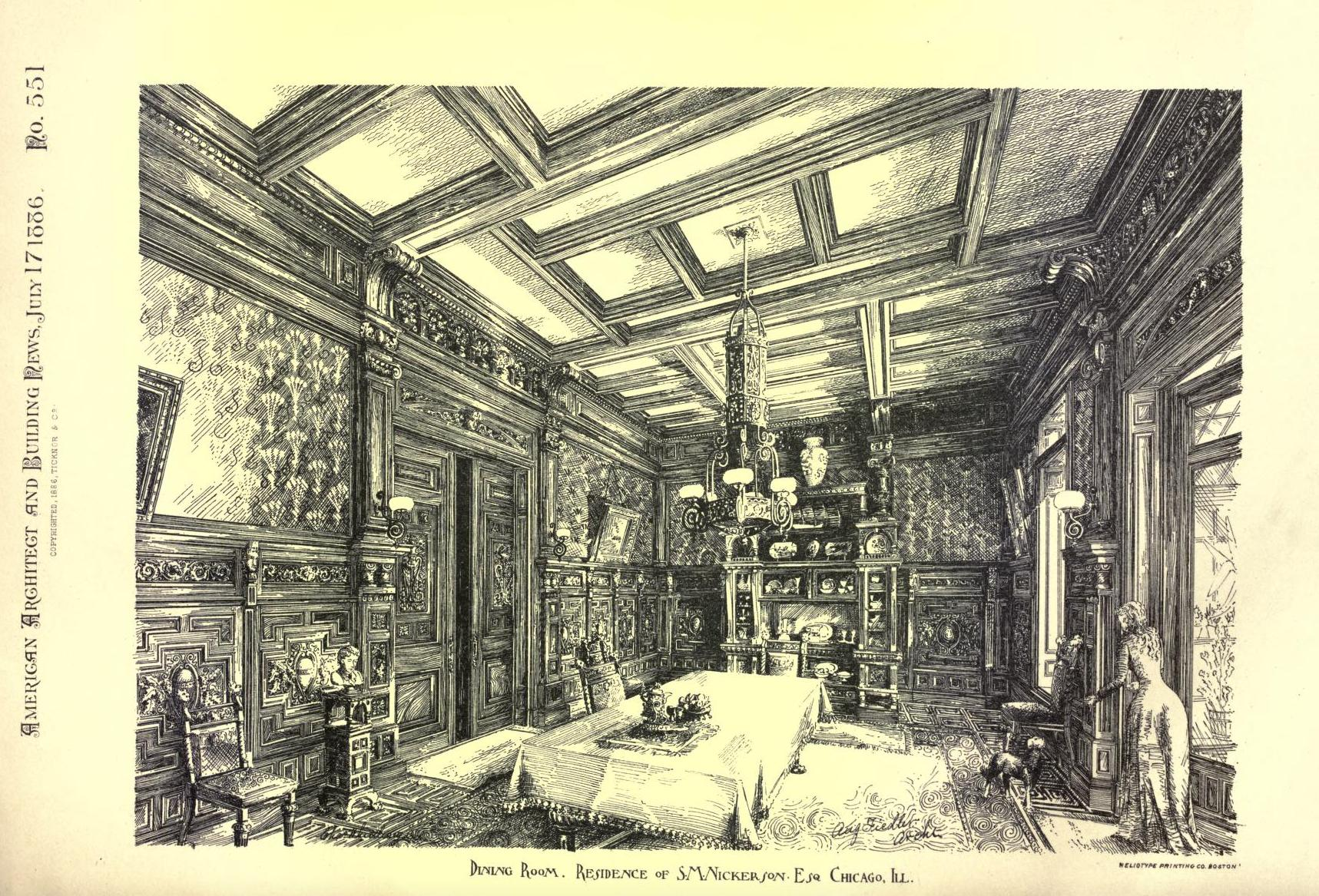
Residencia de SM Nickerson, Esq. Chicago, Ill. " American Architect and Building News, 17 de julio de 1886.

Al retirarse de su puesto como presidente del First National Bank of Chicago en 1900, Nickerson vendió la casa a Lucius George Fisher, presidente de Union Bag & Paper Co., quien fue dueño de la casa hasta su muerte en 1916. Después de comprar la casa, Fisher contrató al arquitecto de Prairie School , George Washington Maher, para rediseñar la galería de arte de Nickerson, convirtiéndola en una sala de trofeos y una biblioteca de libros raros. Entre otras características, Maher hizo construir una cúpula con vidrieras para reemplazar el tragaluz de la habitación. Como parte de la remodelación, se instalaron en la galería nuevas estanterías de libros y una repisa monumental, atribuida a Robert E. Seyfarth, que era arquitecto en la oficina de Maher en ese momento. El marco de fuego de azulejos de vidrio iridiscente del manto fue creado por la firma de Chicago de Giannini & Hilgart.
La decisión de la familia de vender la mansión después de la muerte de Fisher en 1916 provocó lo que se cree que es el primer esfuerzo de conservación exitoso de Chicago. Después de que la casa permaneció en el mercado durante tres años sin un comprador, un grupo de prominentes habitantes de Chicago, incluidos Cyrus Hall McCormick II, William Wrigley, Jr. y Julius Rosenwald, estaban preocupados por la posible demolición de la magnífica residencia. El grupo recaudó el dinero para comprar la casa como un esfuerzo cívico, y en 1919 presentó la escritura al Colegio Estadounidense de Cirujanos. Este regalo impulsó la decisión del Colegio de Cirujanos de instalarse en Chicago. De 1919 a 1965, la organización utilizó la antigua residencia de Nickerson como oficinas administrativas y salas de reuniones.

## Museo
La casa fue adquirida por el empresario de Chicago Richard Driehaus en 2003, quien desde entonces ha restaurado y abierto la propiedad al público como el Museo Richard H. Driehaus en 2008. Las habitaciones exhiben algunos muebles originales del período Nickerson, así como la colección privada de Driehaus de objetos de artes decorativas de finales del siglo XIX y principios del XX, incluida una gran colección privada de estatuas, pinturas, muebles y vidrio Louis Comfort Tiffany.

### Restauración
Cuando comenzó la restauración en 2003, el edificio en sí se consideró en buenas condiciones. Sin embargo, estaba muy sucio. Uno de los elementos más destacables de la restauración se centró en la limpieza del exterior. La fachada es predominantemente de arenisca porosa, que a lo largo de los años había acumulado una gruesa costra de mugre y contaminantes. La piedra que antes era de color gris claro se había convertido en un negro oscuro y profundo. Los métodos tradicionales para eliminar o limpiar los contaminantes con productos químicos se consideraron inadecuados y el exterior se limpió con láser. Esta fue la primera vez que se limpió un edificio completo con este método en Estados Unidos, aunque se utiliza comúnmente en Europa para limpiar esculturas.
La restauración, que transformó la antigua Casa Nickerson en el Museo Richard H. Driehaus, ganó un premio Chicago Landmark Award for Preservation Excellence en 2008.